# Joseph Zambou Zoleko
Joseph Zambou Zoleko est un homme politique camerounais.

## Biographie

### Enfance, éducation et débuts
Joseph Zambou Zoleko naît le 11 octobre 1941 à Bafou, dans le département de la Menoua, région de l’Ouest,.
Il fait ses études primaires à l’école rurale de Bafou, puis à l’Ecole principale de Dschang. Il mène son parcours secondaire au Lycée Joss et au Collège Libermann de Douala. En 1962, il y obtient son Baccalauréat. Il entre à l’école camerounaise d’Administration (Eca) devenue Enam et en ressort diplômé en 1966 section Économie et Finances. Il est titulaire d'une licence en droit de l’Université de Yaoundé et d'un diplôme de l’institut des Hautes Etudes d’Outre-mer de paris, section Économie et Finances,.

### Carrière
De 1966 à 1967, il occupe la fonction de chef de service adjoint des produits d’exploitation au Ministère des Affaires économiques et du plan,. Du 18 août 1967 au 22 mai 1974, il est directeur adjoint des produits de base au Ministère du Commerce et de l’Industrie,. Du 22 mai 1974 au 19 juillet 1977, il est DG de l’Agracam. Du 19 juillet 1977 au 6 mars 1987, il est DG de la Sopecam, puis dès 1988, il va à l’ISMP de Yaoundé,. Du 31 juillet 1991 au 18 mars 2000, il est secrétaire général Adjoint des services du premier Ministre,.

#### Directeur de la Sopecam
Le 19 juillet 1977, Joseph Zambou Zoleko devient le deuxième directeur général de la Société de presse et d'éditions du Cameroun, société d’État qui publie le quotidien Cameroon Tribune en remplaçant Florent Etoga Eily. Henri Bandolo assure son remplacement.

### Mort (2019)

#### Circonstances
Joseph Zambou Zoleko décède le 26 juin 2019 des suites de maladie à l'Hôpital général de Yaoundé.

#### Funérailles
Le 8 aout 2019, la mise en bière de Joseph Zambou Zoleko s'effectue à la morgue de l'Hôpital général de Yaoundé, devant les membres de la famille, anciens collègues, amis et connaissances éprouvées,. La dépouille va à la paroisse Christ-Roi de Tsinga pour une des messes de requiem célébrée par l'Abbé Gabriel Mintsa Ndo, curé des lieux. 
Le 10 aout 2019, l'inhumation se fait dans son village natal, Bafou,. 